# Hạc cầm

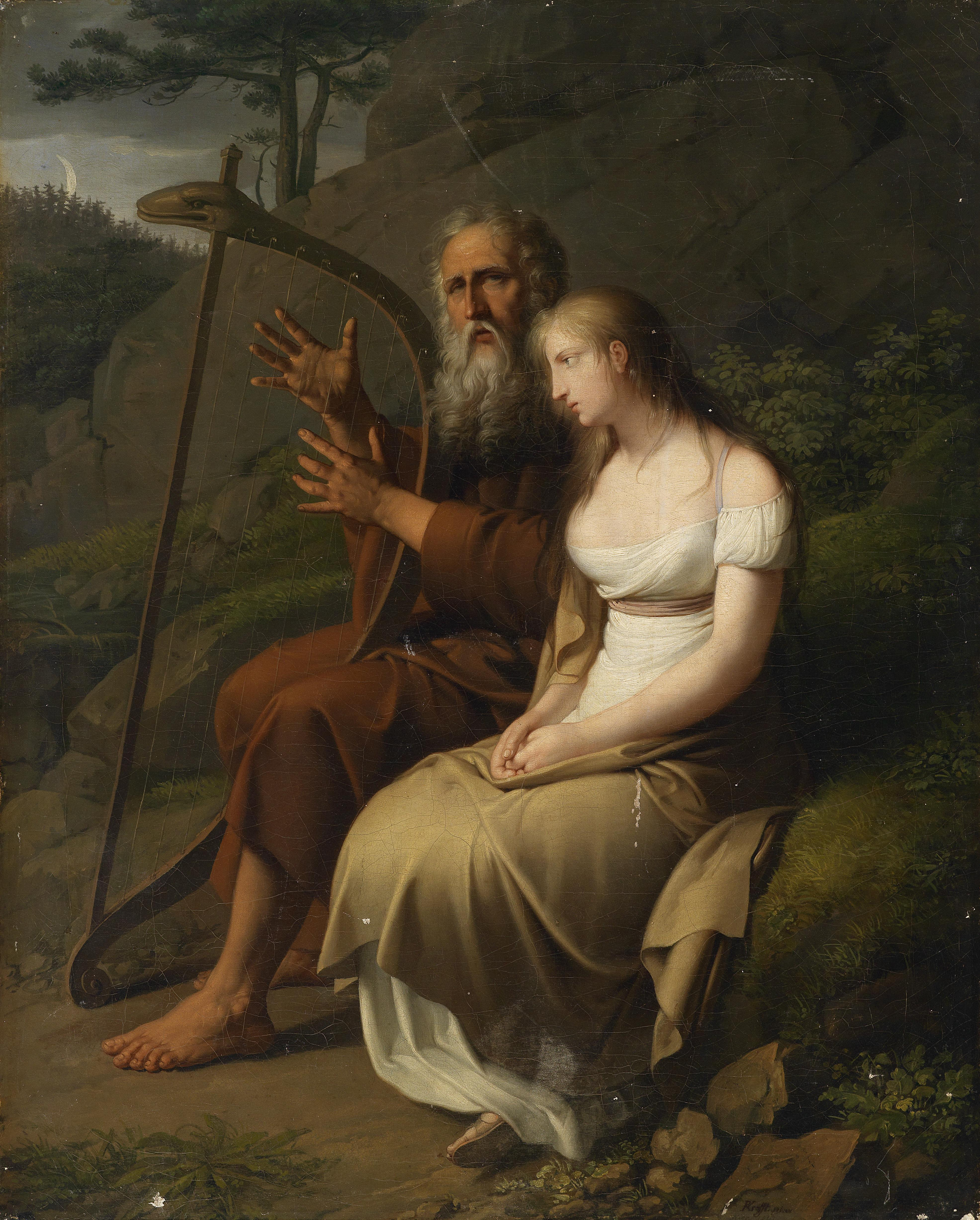
Tranh vẽ về một chiếc hạc cầm

Hạc cầm hay còn được gọi bằng nhiều tên khác như đàn Harp, đàn Harpe, đàn hạc, không hầu là một nhạc cụ thuộc bộ dây có số dây rất lớn tương đương piano và từng thông dụng ở châu Phi, châu Âu, châu Mỹ, châu Á và là một trong những dụng cụ âm nhạc có nguồn gốc lâu đời nhất trên thế giới. Đàn hạc trong một số nền văn hóa được xem là tương trưng cho âm nhạc.

## Lịch sử

### Tây phương

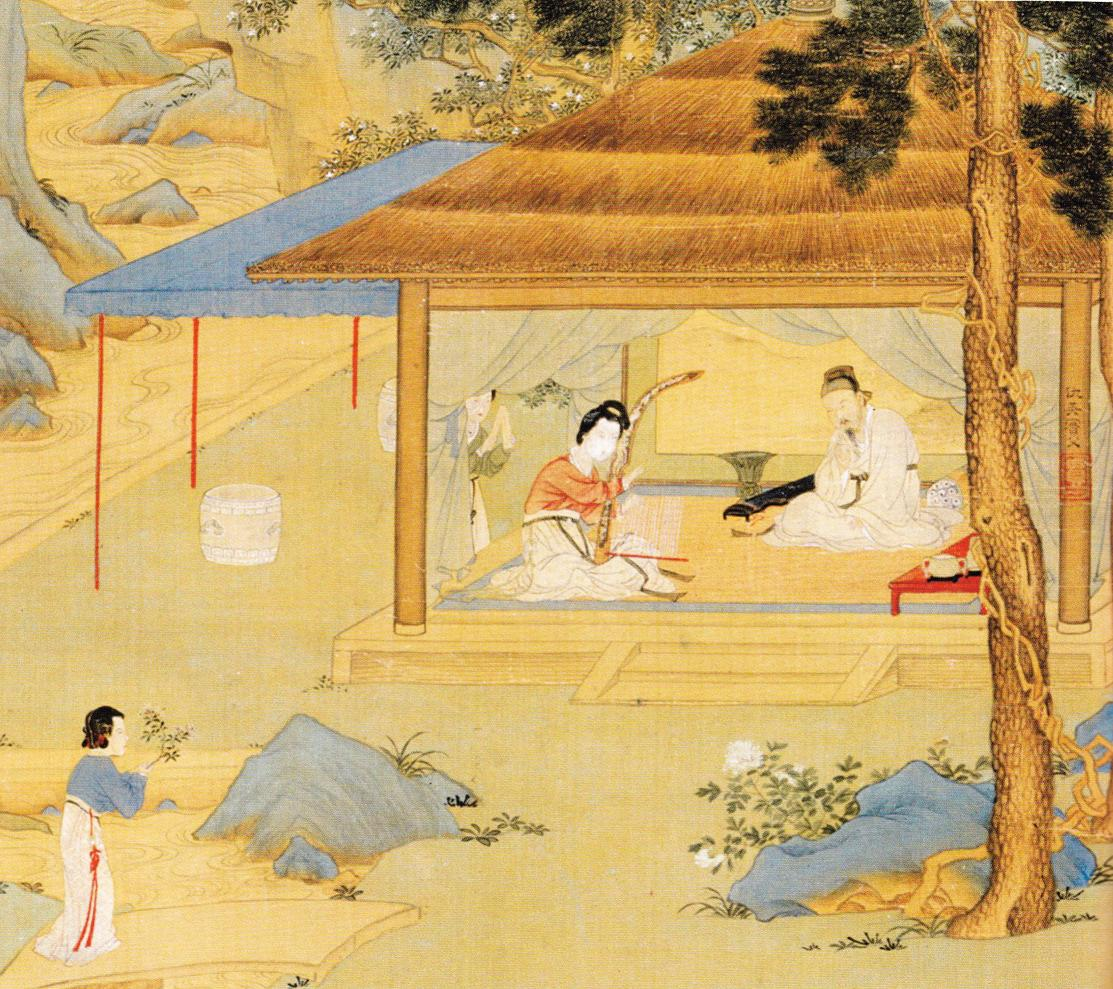
Tranh Trung Quốc vẽ một phụ nữ chơi "không hầu", nhạc cụ cùng thể loại với hạc cầm

Tương truyền hạc cầm bắt ý từ cây cung bẻ cong và gắn nhiều dây. Thời cổ đại, hạc cầm là nhạc cụ gắn liền với những câu chuyện thần tiên với thiên thần bay trên không, tay ôm đàn hạc và hát múa giữa đền đài tráng lệ của vua chúa để giới quý tộc thưởng ngoạn.
Những cây đàn hạc lâu đời nhất nay còn dấu tích xuất phát từ di chỉ Sumer cổ đại ở miền nam Iraq. Đây một trong những loại nhạc cụ cổ nhất của loài người, có lẽ ra đời tại Ai Cập vào khoảng 6.000 năm trước Công nguyên hay trễ nhất là 4000 năm trước Công nguyên thời kỳ Babilon và Lưỡng Hà. Những mảng điêu khắc trên lăng mộ Pharaoh Ramses III (1198-1166 Trước Công nguyên) đã thấy hạc cầm. Cây đàn này cũng có mặt trong các vật tự khí chôn ở Iraq khoảng 2900 trước Công nguyên. Từ Trung Đông hạc cầm theo chân làn sóng Hồi giáo lan sang Bắc Phi rồi tới Tây Ban Nha vào thế kỷ thứ 8. Từ đó hạc cầm du nhập châu Âu.

### Đông phương

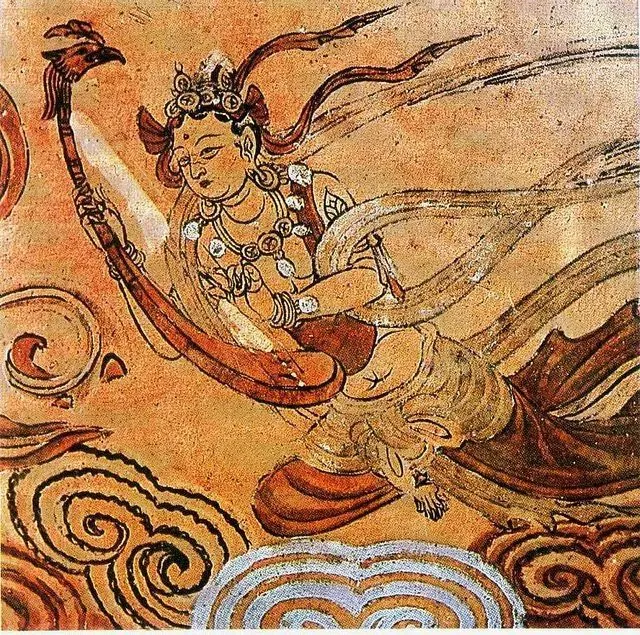
Tranh vẽ phi thiên chơi không hầu đầu chim phượng - hang Mạc Cao, Đôn Hoàng

Ở Châu Á, người Trung Quốc có không hầu, nhạc cụ tương tự như hạc cầm xuất hiện từ thời nhà Chu. Không hầu có lẽ thất truyền vào thế kỷ 15 trở đi (thời nhà Minh) rồi lại hồi sinh vào thế kỷ 20 qua dạng cây đàn hạc đôi; phiên bản hiện đại của nhạc cụ nay không giống với cổ vật mà lại có nhiều điểm tương đồng với đàn hạc hòa nhạc phương Tây. Theo khảo cứu, thì đàn không hầu tính đến nay đã hơn 2000 năm lịch sử nhưng ngoài dàn nhạc cung đình, loại đàn này không được phổ biến trong dân gian. Ngày nay,không hầu Trung Quốc không chỉ sử dụng trong dàn nhạc truyền thống mà còn được sử dụng trong dàn nhạc giao hưởng phương Tây (như đàn hạc).
Đàn không hầu ngày xưa có hai dạng: đàn nằm và đàn đứng, lắp hai hàng dây. Xưa kia không hầu có từ 7 đến 14 dây, ngày nay mỗi hàng dây không hầu đều có  36 dây, mỗi dây đều do trụ hình chữ nhật đỡ trên hộp đàn. Do hai hàng dây đàn đồng âm với nhau, khi gảy bản nhạc có giai điệu nhanh và âm rộng, dễ diễn tấu vì có thể dùng cả hai tay mà chơi. Hơn nữa không hầu có thể dùng dạo và đệm nhạc trong tầm âm vừa, một ưu điểm mà các loại nhạc cụ khác khó sánh bằng. Âm sắc không hầu và đàn hạc phương Tây hoàn toàn khác nhau.

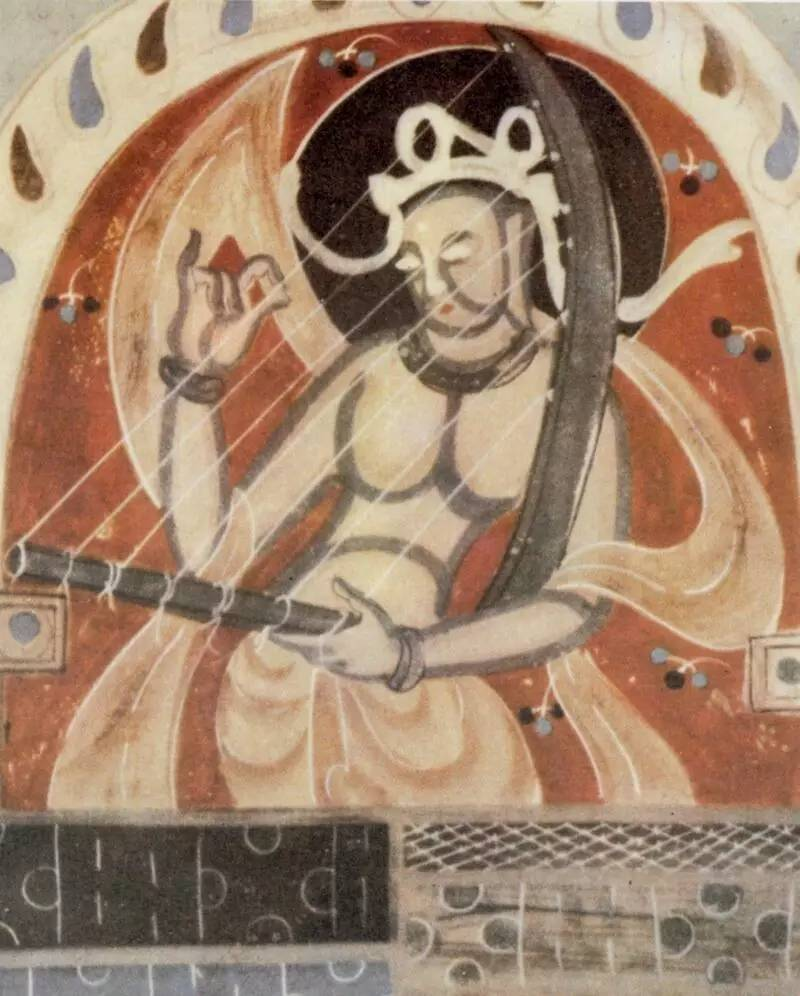
Tranh vẽ nhạc công chơi đàn trụ không hầu - không hầu trụ thẳng- hang Mạc Cao, Đôn Hoàng. Trong lịch sử, nó được sử dụng trong nhạc lễ thời Bắc Ngụy

Không hầu sau du nhập sang Hàn Quốc với tên gonghu (hangul: 공후; hanja: 箜篌) rồi sau đó cũng từng bị thất truyền ở Hàn. Ngày nay người Hàn Quốc đã khôi phục đàn gonghu dùng cho ngạc nghi lễ cung đình, do đó gonghu có ba loại:
- Sogonghu (hangul: 소공 후; hanja: 小箜篌; âm Hán Việt: "tiểu không hầu", nghĩa là "đàn hạc nhỏ")
- Sugonghu (hangul: 수공후; hanja: 豎箜篌; "thụ không hầu" tức "đàn hạc dọc")
- Wagonghu (hangul: 와공후; hanja: 臥箜篌; "ngọa không hầu" tức "đàn hạc nằm").

Ở Nhật Bản thì có kudaragoto (百済琴/くだらごと; âm Hán Việt: "Bách Tề cầm"), còn được gọi là kugo (箜篌/くご; "không hầu"). Đàn này là nhạc cụ tấu trong Tōgaku ("Đường nhạc" tức "nhạc nhà Đường") thời kỳ Nara. Đến thế kỷ thứ 10 thì thất truyền. Sau này kugo lại được hồi sinh. Sugawara Tomoko dùng kugo hòa tấu với nghệ sĩ Bill Campbell. Bà được đề cử Giải thưởng âm nhạc độc lập cho album năm 2010 dưới tên Along the Silk Road gồm các tác phẩm truyền thống và mới được viết cho kugo. Nhạc sĩ Mamoru Fujieda thì có soạn riêng những tác phẩm cho kugo.
Người Altai ở Mông Cổ có một loại đàn hạc tương tự, gọi là hạc cầm Altai. Thiết kế đàn hình đầu con sơn dương sừng cong, thân đàn nằm ngang, đàn nhỏ có 6 dây, đàn lớn có 14 dây. Dây đàn nối từ khoảng giữa sừng sơn dương xuống thân.

## Đặc điểm cấu tạo

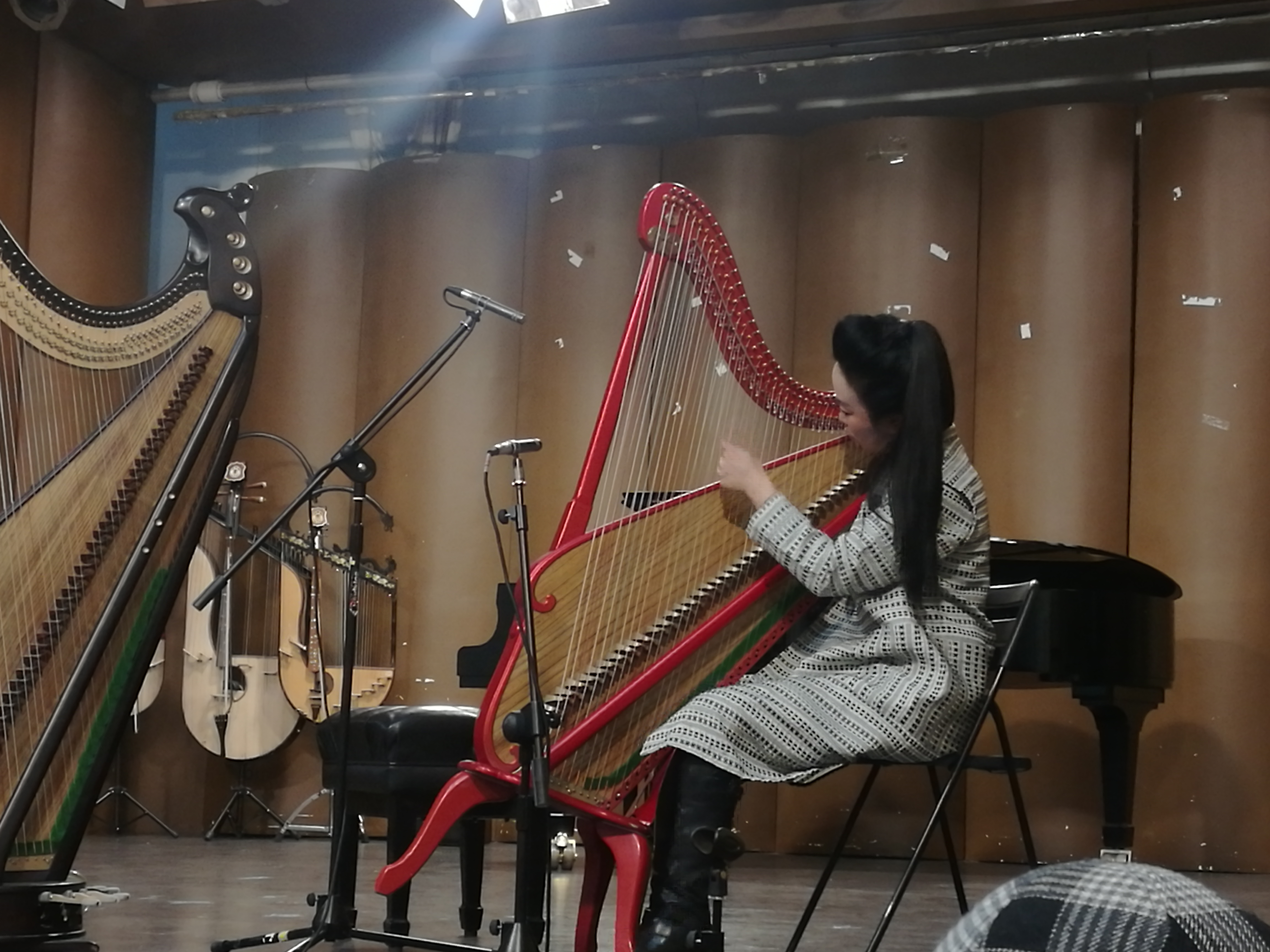
Một nhạc công gảy đàn không hầu hiện đại

Đàn hạc là đàn gảy. Đàn hạc thường xuất hiện trong dàn nhạc giao hưởng hoặc đệm cho hát trong nhạc thính phòng. Giá đàn hạc rất đắt. Để chế tác được một cây đàn hạc đòi hỏi rất nhiều công phu mới chế tác được. Theo Thần thoại Hy Lạp, đàn hạc được tạo ra khi dùng ruột bò tạo thành dây trên khung gỗ.
Hạc cầm thì có nhiều kiểu, kích cỡ và khối lượng khác nhau, nhưng có 3 loại chính: loại hộp, loại uốn cong và loại dây. Hạc cầm cao từ 60 cm tới 180 cm, có từ 22 tới 47 sợi dây đàn. Kiểu nhỏ thì bạn có thể đặt trên đùi trong khi chơi, còn kiểu lớn phải đặt dưới đất. Dây đàn của hạc cầm được làm riêng biệt bằng dây gân, kẽm, ni lông hay trộn lẫn với nhau.
Tiếng Hạc cầm giống với tiếng guitar, nhưng âm sắc của giai điệu đa dạng và mềm mại hơn. Các nghệ sĩ thường kết hợp hạc cầm với sáo. Để học được, ngoài năng khiếu âm nhạc và lòng say mê, còn cần phải có người dài (thân cao), cánh tay dài, ngón tay khỏe, thịt tay chắc (dùng thịt đầu ngón tay để bấm, không phải dùng móng như guitar).
Đàn Không hầu đầu phượng (phượng thủ không hầu) được làm phỏng theo đàn Không Hầu đứng. Hình bên ngoài của nó tương đối giống đàn Hạc phương Tây, nhưng khác ở chỗ là đàn Không hầu có hai hàng dây, mỗi hàng 36 dây, mỗi dây đều có con nhạn tương tự cổ tranh đỡ trên hộp đàn còn cột trụ đàn có chạm khắc phần đầu chim phượng hoàng cho nên loạn đàn này được gọi là đàn Không Hầu đầu phượng trong khi Hạc cầm phương Tây không có và chỉ là hàng dây đơn. Khi xưa dây không hầu làm bằng gân bò hay tơ tằm bện, ngày nay được làm bằng ni lông bọc thép.
Âm sắc của đàn Không Hầu du dương trong sáng, âm vực rộng, sức thể hiện của nó hết sức phong phú, vừa có thể gảy nhạc dân tộc Trung Quốc, lại có thể gảy các bản nhạc của đàn Hạc phương Tây. Do hai hàng dây đàn đồng âm với nhau, khi gảy bản nhạc có giai điệu nhanh và âm rộng, rất tiện lợi, nó có thể gảy cùng lúc bằng hai tay, lại có thể dạo và đệm nhạc trong tầm âm vừa, mà các loại nhạc cụ khác khó mà so sánh được. Ngoài ra, đàn Không hầu rất độc đáo về các thủ pháp gảy như nhấn dây đàn, trượt dây, vê dây và rung âm.
Một loại không hầu khác của Trung Quốc là loan cầm (弯琴) có hình dáng trông như một chiếc thuyền rồng. Hình dáng nó rất giống với đàn Saung-gauk của Myanmar. Một dị bản khác của loan cầm có dạng là hạc cầm 4 dây được tìm thấy trong bức tranh Phi thiên tán hoa ở hang Mạc Cao, tỉnh Đôn Hoàng, Trung Quốc.

## Tham khảo

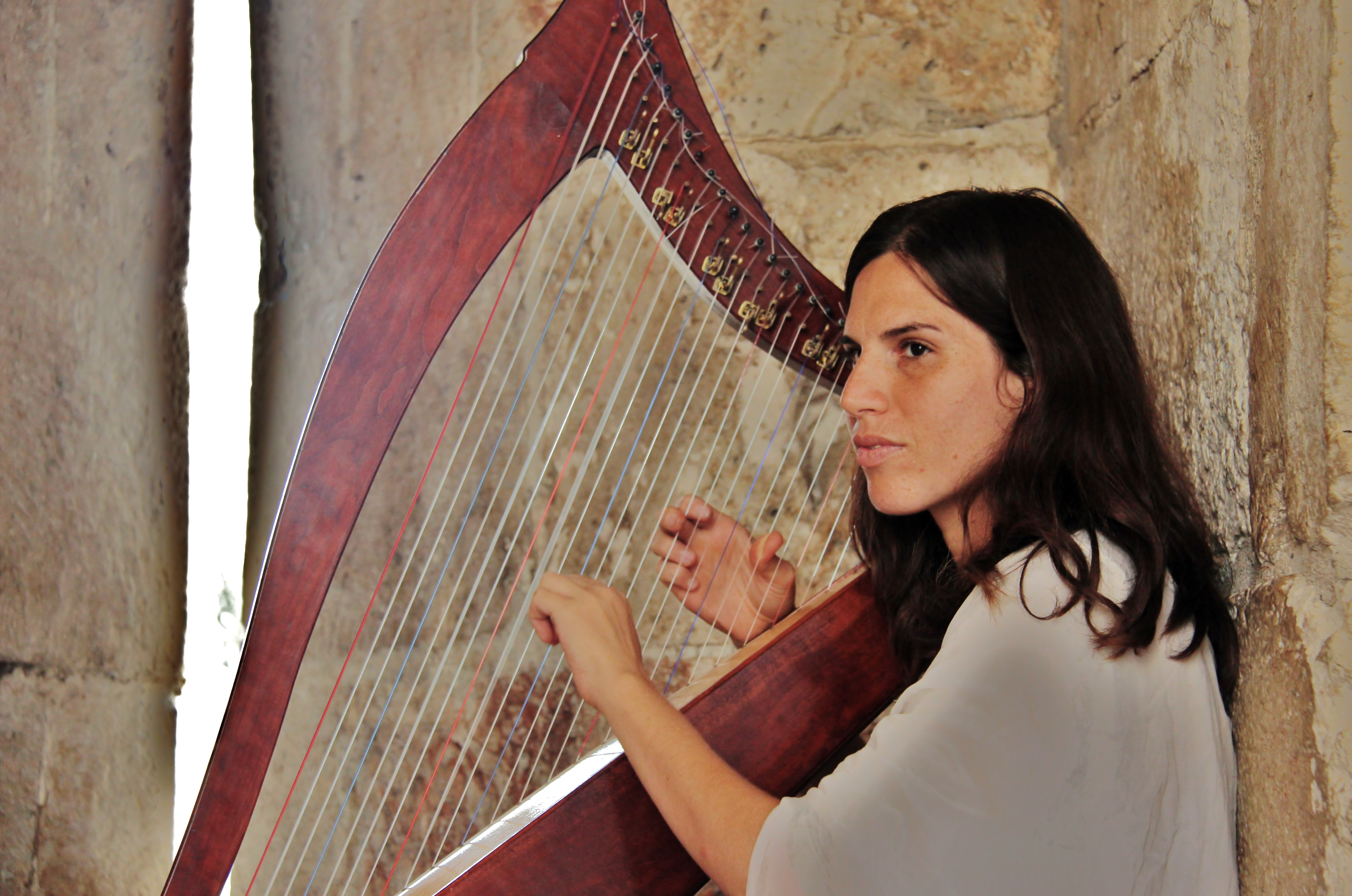